# Betsy Perk

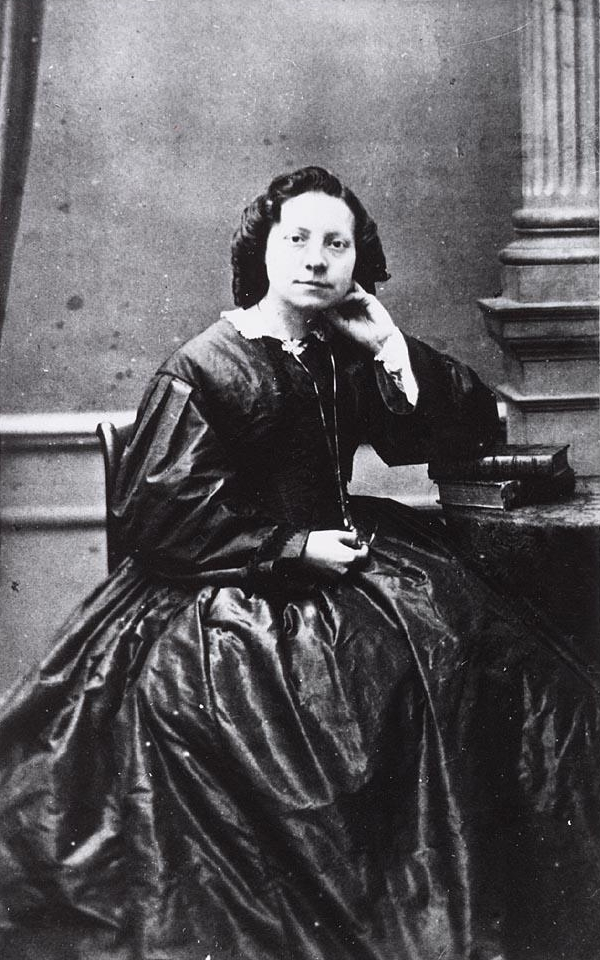
Betsy Perk

Christina Elizabeth Betsy Perk (* 26. März 1833 in Delft; † 30. März 1906 in Nijmegen) war eine niederländische Schriftstellerin und Feministin.

## Leben
Betsy Perk wurde am 26. März 1833 in Delft als Tochter des Kaufmanns und Müllers Adrianus Perk (1796–1867) und Elizabeth Visser (1811–1835) geboren. Sie blieb unverheiratet. Sie war die einzige Tochter aus der zweiten Ehe ihres Vaters und hatte drei Brüder. Ihr Neffe war der Dichter Jacques Perk. Aus der ersten Ehe ihres Vaters hatte sie zudem vier Halbbrüder und zwei Halbschwestern. Ihre Mutter starb zwei Jahre nach ihrer Geburt im Kindbett. Ihr Vater heiratete erneut und sie bekam einen weiteren Halbbruder und eine Halbschwester. Die Familie war wohlhabend und den Söhnen konnte ein akademisches Studium ermöglicht werden. Ein solches war für die Töchter noch nicht möglich.

### Schriftstellerin
Auch ohne ein akademisches Studium war Betsy Perk literarisch interessiert und als sie 19 Jahre alt war, veröffentlichte sie Geschichten in der Zeitschrift Nederland. Ihr erster Roman, Een kruis met rozen, erschien 1864. Zudem war sie an der bildenden Kunst interessiert. Sie hatte Privatunterricht in Malerei und Bildhauerei bei Antoine Eugène Lacomblé. Perks Verlobter löste im Jahr 1866 die Verlobung und ihr Vater starb 1867, dadurch verlor Betsy Perk ihre finanzielle Sicherheit und musste versuchen, selbst für ihren Unterhalt aufzukommen. Ihre Vorbilder wurden Elise van Calcar und Mienette van der Chijs, die als Begründerinnen des niederländischen Feminismus gelten. Sie setzen sich für Bildungs- und Beschäftigungsmöglichkeiten für Frauen ein, auch für Frauen aus ihrer eigenen Klasse. Für Perk waren Männer und Frauen nicht gleich, aber gleichwertig und sie war der Meinung, dass Männer und Frauen gleichermaßen vom Studium der Frauen profitieren würden und es würde ihrer Meinung nach auch dem Familienleben zugutekommen.

### Feministin
Sie gründete 1869 Ons Streven, eine der ersten emanzipatorischen Frauenzeitschriften in den Niederlanden. Als ihr vom Verlag zwei männliche Mitherausgeber zur Seite gestellt wurden, zog sie sich aus Sorge zurück, dass diese dominieren könnten und antiemanzipatorische Beiträge veröffentlichen könnten. Daraufhin gründete sie 1870 die Frauenzeitschrift Onze Roeping. In der ersten Ausgabe schrieb sie: „Wahrlich! Arbeit ist notwendig für das Glück, denn Arbeit allein hat die Kraft, Kummer zu lindern.“ Darüber hinaus würde die Arbeit unverheirateter und verheirateter Frauen den Wohlstand des Staates fördern. Frauen aus Perks Schicht arbeiteten zu der Zeit nicht. Es gehörte sich für sie nicht zu arbeiten. Da sie das ändern wollte, gründete sie 1871 die Algemeene Nederlandsche Vrouwenvereeniging „Arbeid Adelt“ mit Onze Roeping als Organ. Ihr Ziel war Frauen einen Zugang zur Arbeit zu ermöglichen und ihnen zu ermöglichen selbst für ihren Unterhalt zu sorgen. Zu diesem Zweck sollte der Verein Ausstellungen von Frauenarbeit organisieren und Industrieschulen einrichten.
Im Verein kam es bald zu Auseinandersetzungen über die Richtung, in der sich die Arbeit des Vereins entwickeln sollte, auch wurde Perk finanzielle Misswirtschaft vorgeworfen. Einige Mitglieder wollten, dass Frauen ihre Werke auf den Ausstellungen anonym zum Verkauf anbieten könnten, Betsy Perk war entschieden dagegen. So spaltete sich ein Teil um Jeltje de Bosch Kemper ab, die den Frauenverein „Tesselschade“ gründete. Der Verein „Arbeid Adelt“ machte einen Rückzieher, Perk wurde als Direktorin abberufen und zur „Ehrenpräsidentin“ befördert, was für sie einen erheblichen Gesichtsverlust bedeutete.

### Rückzug
Zusammen mit der Feministin Mina Kruseman hielt sie ab 1873 Vorträge und zusammen veröffentlichten sie in der Wochenzeitschrift De Kunstbode. Es kam jedoch schnell zur Trennung. Krusemann war extravagant und eine radikale Feministin, Perk bescheiden und gemäßigt. Nach dieser Zeit trat sie nicht mehr als Feministin auf. Da ihre Gesundheit in den vergangenen Jahren gelitten hatte, zog sie sich nach Valkenburg in Süd-Limburg zurück. Dort machte sie Ausflüge auf ihrem Esel und versuchte wieder zu Kräften zu kommen. Aus ihren Erlebnissen mit ihrem Esel entstand 1874 ihre Autobiografie Mijn ezeltje en ik en boek voor vriend en vijand. In dem Buch versuchte sie sich mit der literarischen und feministischen Welt auseinanderzusetzen. Für dieses Werk erntete sie viel Verachtung. Conrad Busken Huet sagte über sie, dass sie für die Rolle der Märtyrerin geboren sei. Jedoch hatte das Buch einen verblüffenden Nebeneffekt, nach dem Erscheinen ihres Buches zog Valkenburg viele Touristen an. Weitere Werke veröffentlichte sie später nicht mehr. Auch starb ihre Stiefmutter, die bis zu ihrem Tod bei ihr gelebt hatte, 1876.

### Belgien
Mit einer Freundin zog sie 1880 nach Belgien. Zunächst nach Brüssel, dann nach Spa und später nach Lüttich. Dort begann sie erneut zu schreiben und zunehmend wurde ihre Arbeit geschätzt. Für ihren historischen Roman „De laatste der Bourgondiërs“, der 1885 erschien, wurde ihr in Belgien der Titel „Femme de lettres“ verliehen. Sie ließ in diese Arbeiten auch ihre feministischen Ideen einfließen. Der Schwerpunkt lag nun nicht mehr auf den Beschäftigungsmöglichkeiten für Frauen, sondern auf den intellektuellen und politischen Fähigkeiten aristokratischer Damen aus der Geschichte.

## Späte Jahre
In Ubbergen, wo ihre Halbschwester Clemencia Willemina lebte, ließ sie sich 1890 nieder, kurze Zeit später zog sie nach Arnhem. In Arnhem gründete sie 1894 den Verein „Kunst en Kennis’op“. Der Verein organisierte Vorträge, Konzerte und Theateraufführungen. Auch Ausstellungen wurden veranstaltet. Perk wurde 1894 Mitglied in der neu gegründeten Vereinigung für das Frauenwahlrecht. Der Frauenbewegung konnte sie sich nicht mehr anschließen, auch wurde vergessen sie 1898 zur Nationale Tentoonstelling van Vrouwenarbeid einzuladen. Nach Nimwegen zog sie im November 1903. Dort hielt sie Vorträge und las aus ihren Werken und auch aus unveröffentlichten Werken ihres früh verstorbenen Neffen Jacques Perk. Sie veröffentlichte auch Gedichte in der Provinciale Geldersche und im Nijmeegsche Courant.
Im März 1906 begann Betsy Perk, in dieser Zeitung eine neue Autobiografie zu veröffentlichen. Die erste Folge endete mit den Worten: „basta... punctum.“ Der Stift ist zur Ruhe verurteilt. Am 30. März 1906, wenige Tage nach der Veröffentlichung dieses Buches, starb Betsy Perk.

## Nachwirken
Betsy Perk war für die niederländische Frauenbewegung am Ende des 19. Jahrhunderts als Gründerin von Vereinen und Zeitschriften wichtig. Sie gab Impulse und neue Ideen, jedoch war sie nie lange an den Projekten beteiligt. Sie war vor allem eine Pionierin, die an ihren Ideen festhielt, auch wenn diese sie isolierten. Die im Jahr 1872 gespaltenen Frauenvereine „Arbeid Adelt“ und „Tesselschade“ schlossen sich erst 1953 wieder zu „Tesselschade-Arbeid Adelt“ zusammen. Nach Betsy Perk wurden Straßen in Valkenburg und Purmerend benannt, zudem wurde ihr der „Betsy Perk-Ausbildungsfonds“ des Allgemeinen Frauenvereins „Tesselschade-Arbeid Adelt“ gewidmet.